# José Prada
José Prada (Toledo, 15 de noviembre de 1891-Madrid, 19 de agosto de 1983), fue un actor español con un bagaje de más de un centenar de películas, básicamente en papeles secundarios o de reparto, entre las que destacan clásicos del cine español como Calle Mayor, Surcos, Marcelino, pan y vino o Muerte de un ciclista.

## Filmografía completa
| - Fray Torero (1966) - Samba (1965) - Bienvenido, padre Murray (1964) - El balcón de la luna (1962) - Los tres etcéteras del coronel (1960) - Compadece al delincuente (1960) - Fiesta brava (1960) - Carta al cielo (1959) - Canto para ti (1959) - La venganza (1958) - Héroes del aire (1958) - Villa Alegre (1958) - La puerta abierta (1957) - Pasión en el mar (1957) - El hombre que viajaba despacito (1957) - Las últimas banderas (1957) - El pequeño ruiseñor (1956) - Calle Mayor (1956) - Tarde de toros (1956) - Un traje blanco (1956) - Malagueña (1956) - Todos somos necesarios (1956) - Recluta con niño (1956) - Curra Veleta (1956) - Piedras vivas (1956) - Marcelino, pan y vino (1955) - Muerte de un ciclista (1955) - Orgullo (1955) - Pride (1955 film) - El guardián del paraíso (1955) - La cruz de mayo (1955) - El alcalde de Zalamea (1954) - El torero (1954) - Un caballero andaluz (1954) - El pescador de coplas (1954) - Rebeldía (1954) - La danza de los deseos (1954) - El milagro del sacristán (1954) | - Brindis al cielo (1954) - Puebla de las mujeres (1953) - El diablo toca la flauta (1953) - Bajo el cielo de España (1953) - Pluma al viento (1952) - El cerco del diablo (1952) - Sor intrépida (1952) - De Madrid al cielo (1952) - Surcos (1951) - La señora de Fátima (1951) - El negro que tenía el alma blanca (1951) - El gran Galeoto (1951) - Día tras día (1951) - Séptima página (1951) - El último caballo (1950) - Teatro Apolo (1950) - La noche del sábado (1950) - Sin uniforme (1950) - La sombra iluminada (1950) - Una mujer cualquiera (1949) - Llegada de noche (1949) - Currito de la Cruz (1949) - Aventuras de Juan Lucas (1949) - El capitán de Loyola (1949) - Paz (1949) - Neutralidad (1949) - Vidas confusas (1949) - Mare Nostrum (1948) - La calle sin sol (1948) - Alhucemas (1948) - La fiesta sigue (1948) - Confidencia (1948) - Doña María la Brava (1948) - Don Quijote de la Mancha (1947) - La nao Capitana (1947) - Reina santa (1947) - La fe (1947) - La princesa de los Ursinos (1947) | - Las inquietudes de Shanti Andía (1947) - La dama del armiño (1947) - María Fernanda, la Jerezana (1947) - El traje de luces (1947) - El crimen de la calle de Bordadores (1946) - La pródiga (1946) - Audiencia pública (1946) - Senda ignorada (1946) - El fantasma y Doña Juanita (1945) - Tierra sedienta (1945) - La luna vale un millón (1945) - Eugenia de Montijo (1944) - La vida empieza a medianoche (1944) - El hombre que las enamora (1944) - El 13-13 (1943) - Eloísa está debajo de un almendro (1943) - Huella de luz (1943) - Sucedió en Damasco (1943) - Mi adorable secretaria (1943) - El hombre que se quiso matar (1942) - Malvaloca (1942) - Viaje sin destino (1942) - La condesa María (1942) - La culpa del otro (1942) - Un marido a precio fijo (1942) - Gloria del Moncayo (1940) - La canción de Aixa (1939) - Mariquilla Terremoto (1939) - Carmen, la de Triana (1938) |